# Maurílio de Oliveira
Maurílio de Oliveira (Blumenau, 12 de abril de 1979) é um cantor,  compositor,  cavaquinista e violonista brasileiro, arranjador.
É fundador da Comunidade Samba da Vela. Integra a dupla de sambistas Prettos. Ainda pequeno, a família mudou-se para São Paulo. O pai, conhecido como Gilberto Xique-Xique, trabalhou como músico de Baden Powell e Noite Ilustrada, entre outros. A mãe, cantora, chegou a gravar um compacto simples no ano de 1978. Aos quatro anos já se interessava por música e aos 11 já atuava como músico na noite paulista. 
Começou a compor ao 14 anos, tendo feito suas primeiras parcerias com irmão Magnu Sousá, músico pandeirista e cantor. No ano de 1996, junto com o irmão Magnu Sousá (voz e pandeiro) e ainda Everson Pessoa (violão de seis), Yvison Pessoa (repique de mão) e Vitor Pessoa (surdo), fundou o grupo Quinteto em Branco e Preto, extinto em 2014 e considerado por artistas como Jair Rodrigues, Monarco, Wilson das Neves, Almir Guinéto, Nelson Sargento, Luiz Carlos da Vila e Nei Lopes, entre outros, como um dos melhores e mais importantes grupos do samba brasileiro com a notoriedade da mídia especializada em todo País, e após ter como madrinha a cantora Beth Carvalho, o grupo participou de suas apresentações por dez anos em turnê pelo e pelo mundo.
Em 2015, chegou a participar do programa The Voice Brasil
Hoje Maurilio de Oliveira é integrante da dupla Prettos com seu irmão Magnu Sousá